# Tát (Hungary)
Tát là một làng thuộc hạt Komárom-Esztergom, Hungary. Làng này có diện tích 11,77 km², dân số năm 2010 là 5405 người, mật độ 459 người/km².